# Nicolas Froment
Nicolas Froment (n. 1430, Uzès, Languedoc-Roussillon, Franța – d. 1484, Avignon, Grand Avignon⁠(d), Franța) a fost un pictor francez din perioada Renașterii timpurii. Nicolas Froment este unul dintre cei mai de seamă reprezentanți ai celei de-a doua școli din Avignon, (École d'Avignon), un grup de artiști aflași la curtea papilor din Avignon, care și-au făcut simțită prezența acolo între 1309 și 1411.
A fost influențat de stilul flamand care caracterizează ultima fază a goticului.
S-a angajat să picteze un altar la 12 februarie 1470 la Aix pentru o văduvă bogată numită Catherine Spifami; în centrul panoului este o prezentare a Morții Mariei, iar pe panourile laterale sunt prezentate Sfintele Maria Magdalena și Ecaterina. I s-au atribuit o serie de lucrări din această epocă, dar niciuna dintre acestea nu poate fi considerată de încredere.
Una dintre cele mai interesante lucrări ale acestui grup este Altarul Pérussis care înfățișează adorarea crucii goale de pe Golgota și care se află la Metropolitan Museum of Art   din New York.

## Lucrări
- Învierea lui Lazăr, triptic, (1461), Florența, Galleria degli Uffizi.
- Dipticul Matheron, (v.1475), ulei pe pânză, 17 x 26 cm, Paris, Muzeul Luvru.
- Rugul aprins, triptic, (1475-1476), tempera pe lemn, 410 x 305 cm, Aix-en-Provence, catedrala Saint-Sauveur.
- Legenda Sfântului Mitre, (aproximativ 1470), ulei pe lemn, Aix-en-Provence, catedrala Saint-Sauveur.

Lucrări selectate
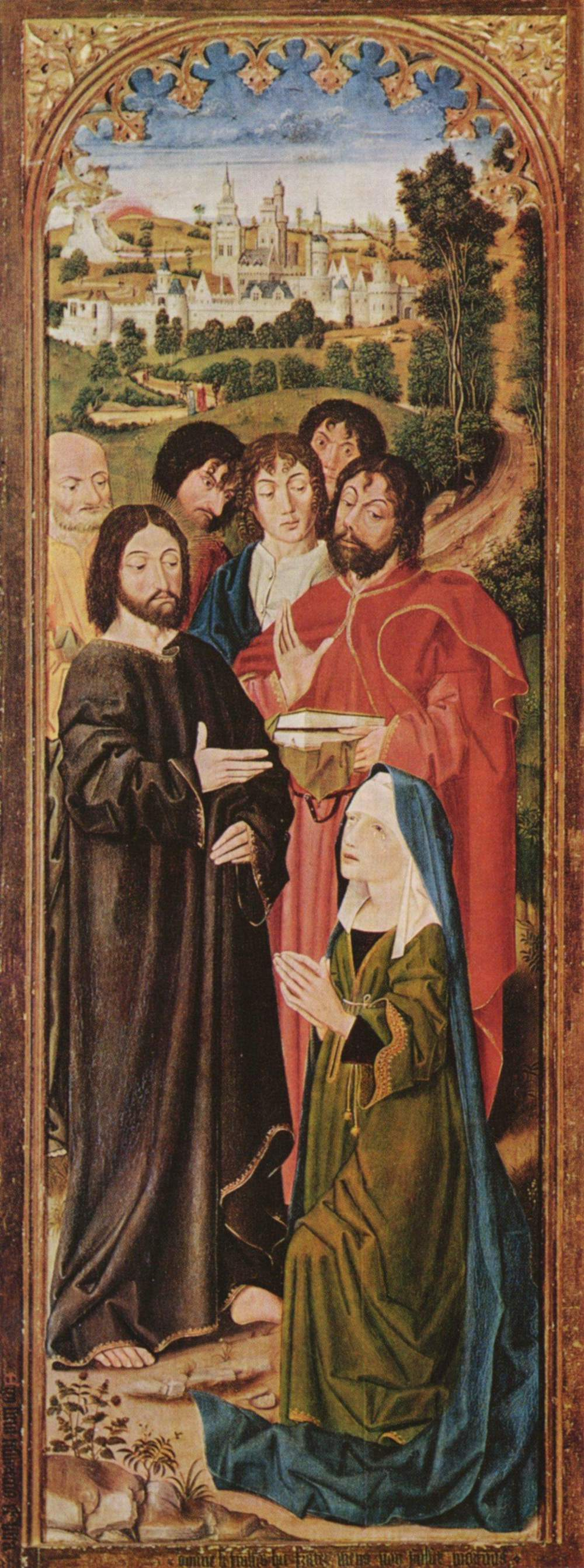
Cristos și Sfânta Martha Panoul stâng al Învierii lui Lazăr
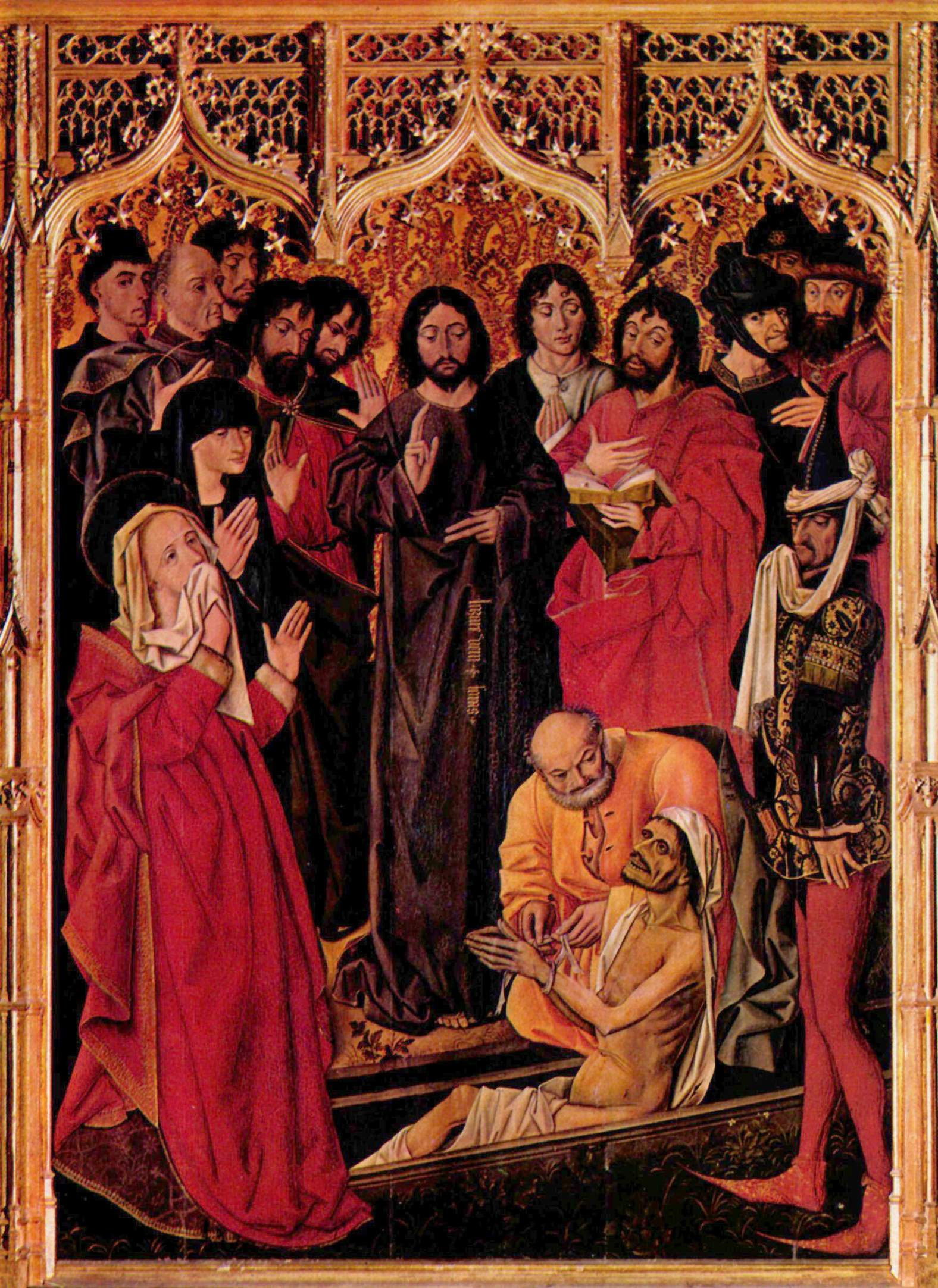
Panoul central al tripticului Învierea lui Lazăr
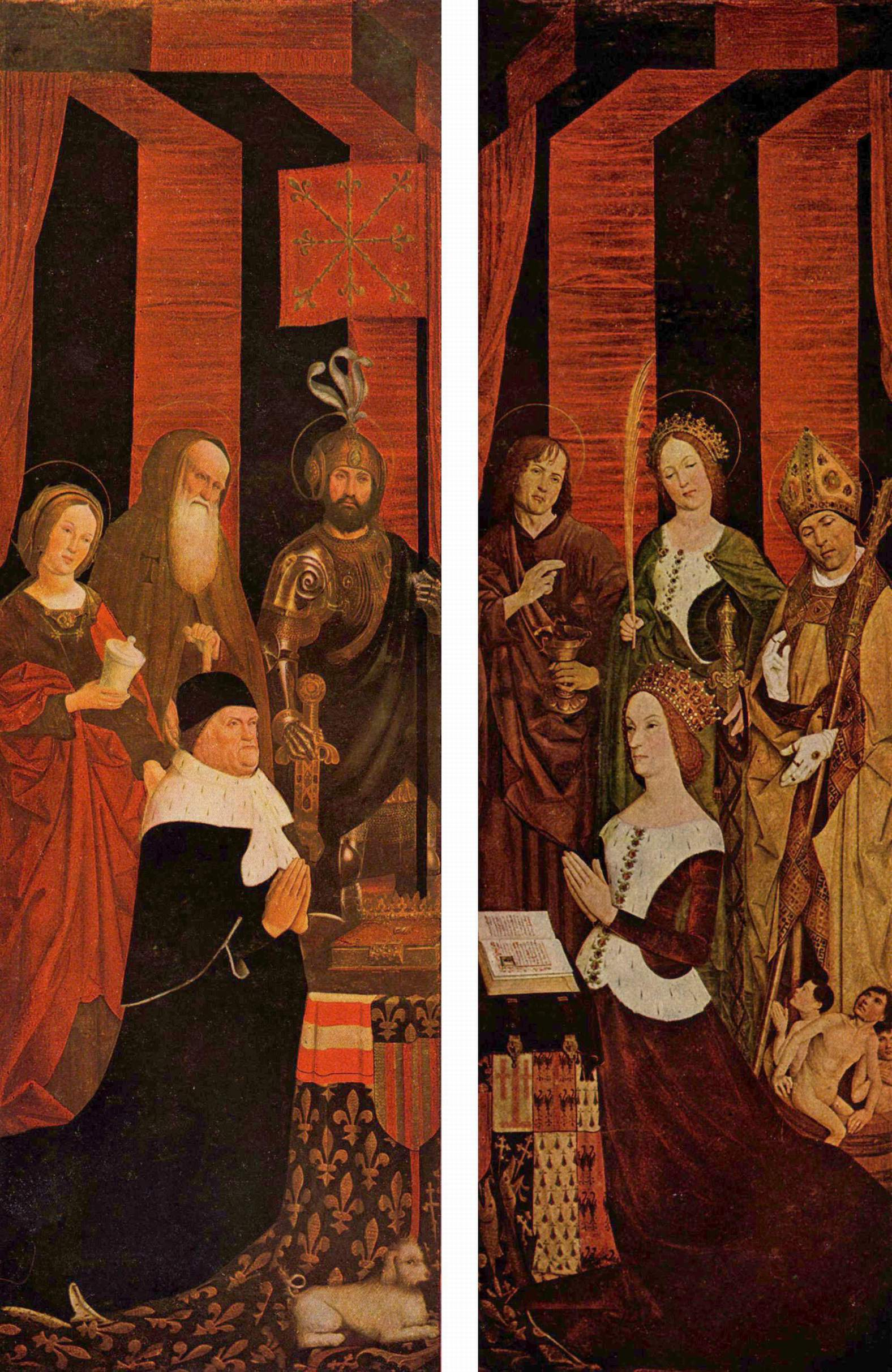
Panourile laterale al tripticului Rugul aprins
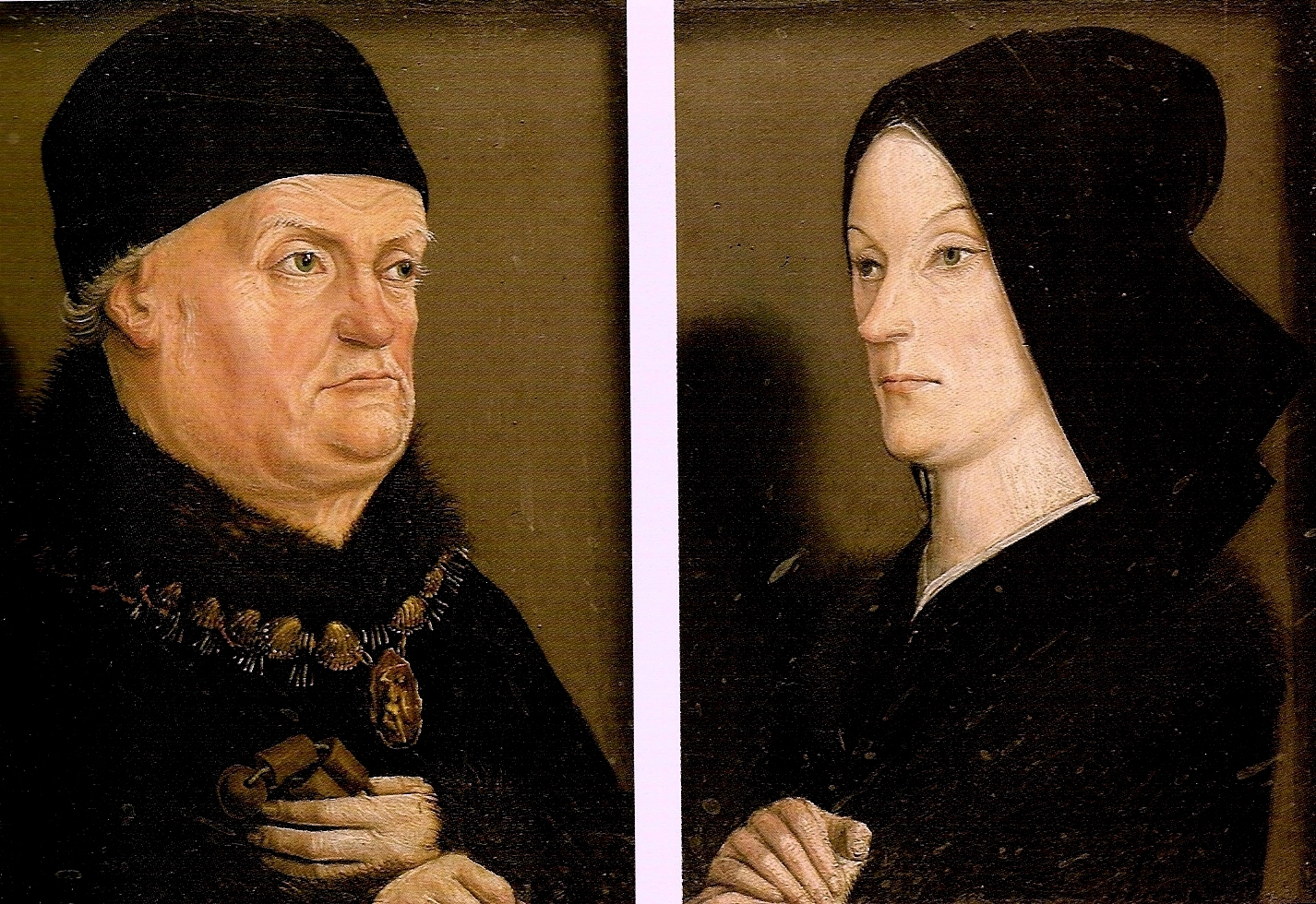
Dipticul Matheron
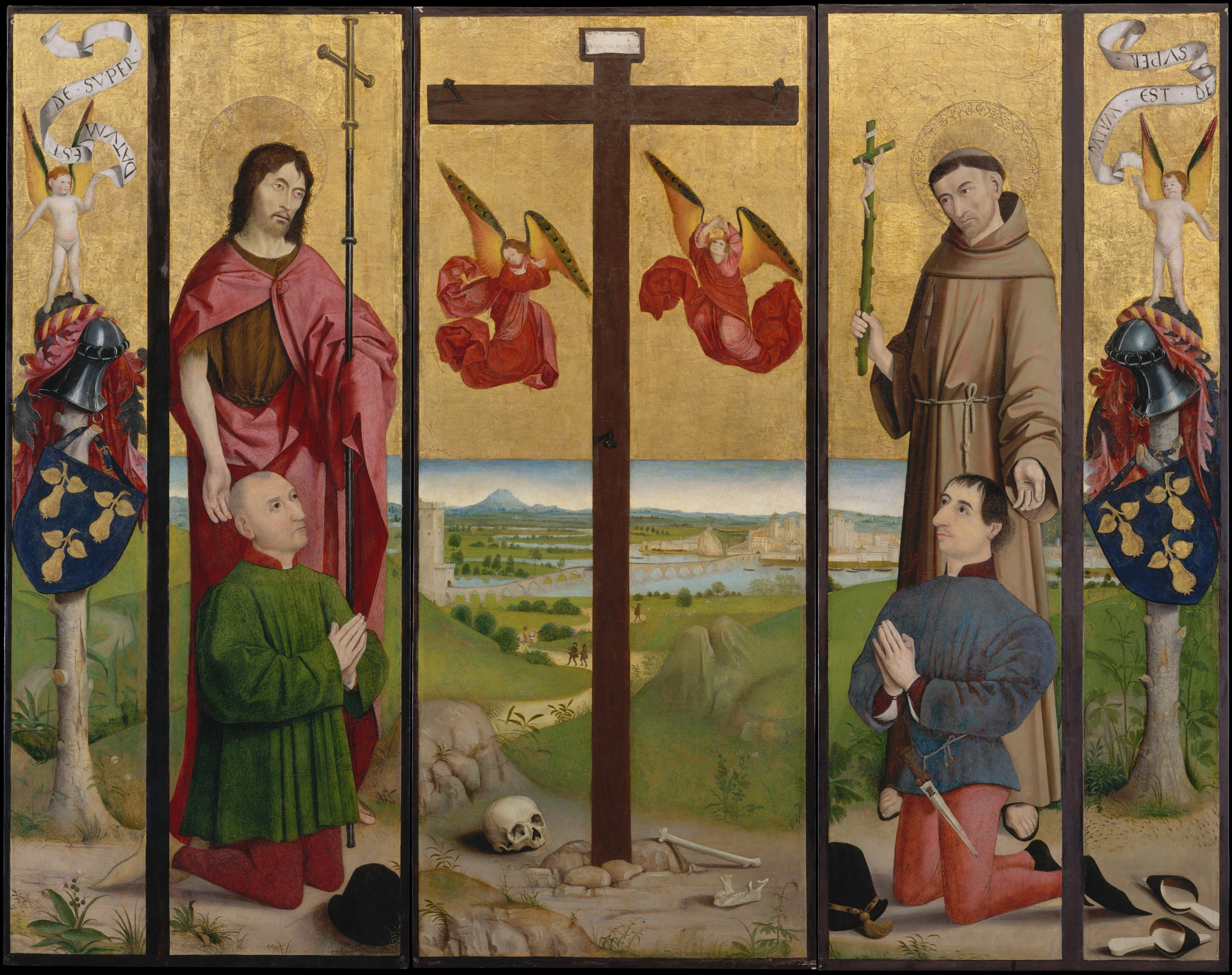
Cercul lui Nicolas Froment, Altarul Pérussis, Metropolitan Museum of Art